# Afriyie Acquah
Pour les articles homonymes, voir Acquah.
Ebenezer Afriyie Acquah, né le 5 janvier 1992 à Sunyani au Ghana, est un footballeur international ghanéen évoluant au poste de milieu défensif.

## Biographie

### En club

#### Les débuts
Né à Sunyani au Ghana, il débute dans les équipes de jeunes de Goldfields avant de passer en 2005 à la Glentoran Academy, un centre de formation basé au Ghana du club nord-irlandais de Glentoran Football Club. Ses performances lui permettent d'effectuer un stage de deux semaines à Belfast avec l'équipe première. En 2006, il est élu meilleur milieu de terrain ghanéen de moins de 14 ans.
En 2008 il passe par les Mine Stars avant d'effectuer un bref passage durant l'été 2009 à Bechem United, durant lequel il dispute le Trophée Nereo Rocco, un tournoi basé à Gradisca d'Isonzo en Italie auquel participent toutes les meilleures équipes de jeunes de la planète, au cours duquel il se met en évidence. En septembre, il part au D.C. United d'Accra, capitale du Ghana.

#### US Palerme
Le 1er février 2010, à 18 ans, Acquah signe un contrat en faveur de l'US Palerme après avoir effectué un stage de deux semaines. Il devient ainsi le premier joueur ghanéen de l'équipe sicilienne. Il dispute la fin de saison 2009-2010 parmi la primavera, l'équipe de jeunes, de Palerme et y fait huit apparitions.
Il intègre l'équipe première la saison suivante et, le 2 février 2011, il est présent sur le banc lors de la 23e journée de Serie A face à la Juventus. Le 13 février 2011, il dispute son premier match professionnel lors de la 25e journée face à la Fiorentina (défaite 2 à 4), en entrant en jeu à la 31e minute à la place de Giulio Migliaccio. Le 10 avril 2011, lors de la 32e journée face à Cesena, il débute pour la première fois une partie en tant que titulaire (match nul 2 à 2). En fin de saison, il dispute également la finale de la Coupe d'Italie face à l'Inter Milan en tant que titulaire (défaite 3 à 1).
La saison suivante, sous les ordres de Devis Mangia, il s'impose comme titulaire au sein du milieu de terrain palermitain. Ses performances attirent le regard de la sélection ghanéenne en vue de la prochaine Coupe d'Afrique des nations.
Le 25 septembre 2011, lors de la 5e journée de Serie A face à la Lazio Rome, il est victime d'insultes racistes de la part des supporters romains.

#### Parme FC
Le 17 juillet 2012 Afriyie Acquah est prêté avec option d'achat au Parme FC. Il débute sous les couleurs parmesanes le 25 août 2012 en étant titularisé face à la Juventus lors de la première journée de Serie A (défaite 2-0).

### En sélection
Afriyie Acquah a fait partie de la sélection du Ghana des moins de 17 ans. Convoqué pour participer aux éliminatoires de la Coupe d'Afrique des moins de 20 ans avec le Ghana, Palerme refuse de le libérer.
Le 9 novembre 2011, il est de nouveau convoqué avec les moins de 20 ans afin d'affronter l'Italie. Il joue la rencontre en tant que titulaire et est remplacé à la 88e minute (défaite 3-0).
Le 1er mars 2012, il dispute sa première rencontre internationale sous le maillot du Ghana face au Chili en entrant en jeu à la mi-temps à la place d'Anthony Annan (match nul 1-1). Le 13 octobre 2012, il inscrit son premier but international face au Malawi (victoire 0-1).

## Statistiques
| Saison                | Club                   | Championnat           | Championnat | Championnat | Coupe(s) nationale(s) | Coupe(s) nationale(s) | Compétition(s) continentale(s) | Compétition(s) continentale(s) | Compétition(s) continentale(s) | Ghana | Ghana | Total | Total |
| Saison                | Club                   | Division              | M.          | B.          | M.                    | B.                    | Comp.                          | M.                             | B.                             | M.    | B.    | M.    | B.    |
| 2010-2011             | US Palerme             | Serie A               | 11          | 0           | 3                     | 0                     | -                              | -                              | -                              | -     | -     | 14    | 0     |
| 2011-2012             | US Palerme             | Serie A               | 20          | 0           | 1                     | 0                     | C3                             | 2                              | 0                              | 1     | 0     | 24    | 0     |
| 2012-2013             | Parme FC (prêt)        | Serie A               | 13          | 0           | -                     | -                     | -                              | -                              | -                              | 2     | 1     | 15    | 1     |
| 2013-2014             | Parme FC (prêt)        | Serie A               | 27          | 1           | 1                     | 0                     | -                              | -                              | -                              | 3     | 0     | 31    | 1     |
| 2014-2015             | Parme FC (prêt)        | Serie A               | 14          | 0           | -                     | -                     | -                              | -                              | -                              | 6     | 0     | 20    | 0     |
| 2014-2015             | Sampdoria Gênes (prêt) | Serie A               | 10          | 1           | -                     | -                     | -                              | -                              | -                              | 4     | 0     | 14    | 1     |
| 2015-2016             | Torino FC              | Serie A               | 28          | 2           | 2                     | 1                     | -                              | -                              | -                              | 6     | 0     | 36    | 3     |
| Total sur la carrière | Total sur la carrière  | Total sur la carrière | 123         | 4           | 7                     | 1                     | -                              | 2                              | 0                              | 22    | 1     | 154   | 6     |

## Palmarès
| - US Palerme - Coupe d'Italie - Finaliste : 2011. |